# Conjuntos arquitectónicos de Copán

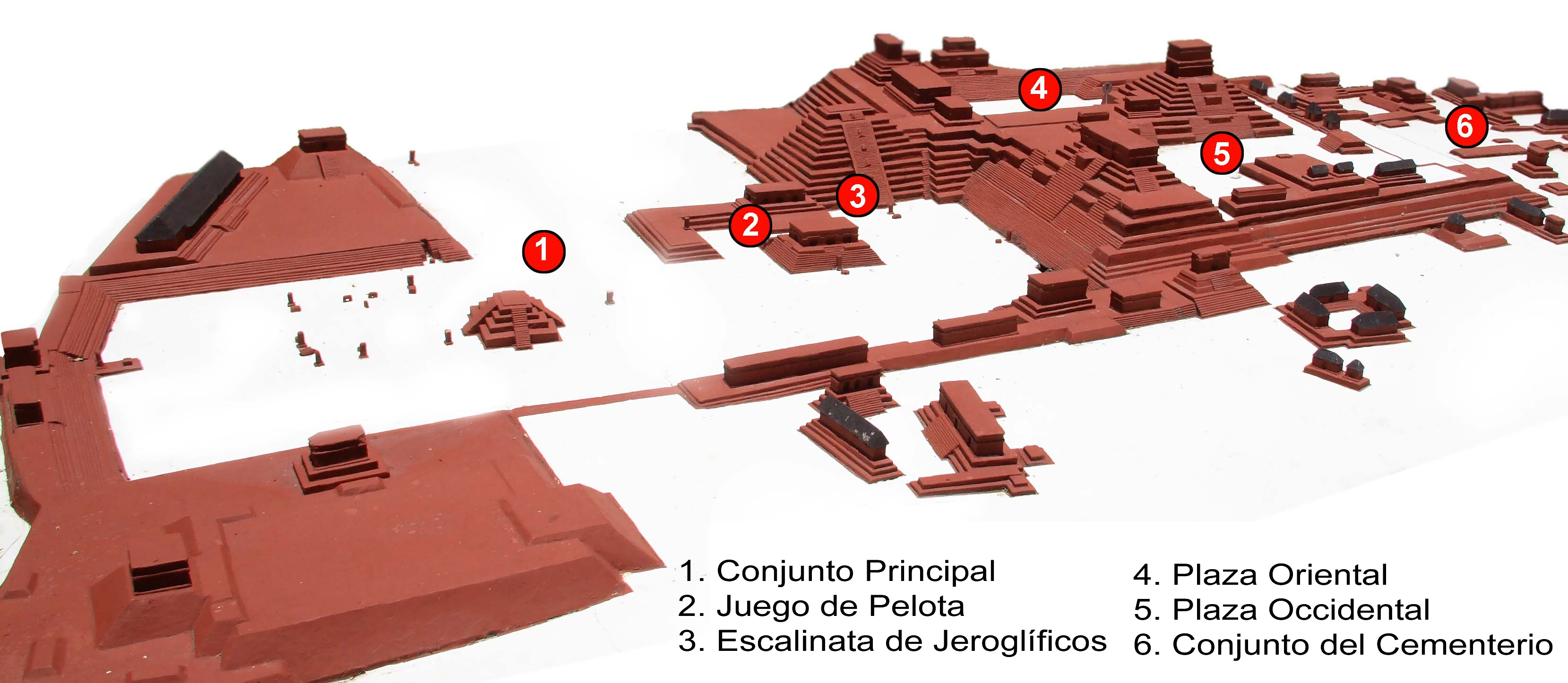
Mapa del centro de Copán.

El sitio de Copán está compuesto de varios conjuntos arquitectónicos. El Conjunto Principal y el Conjunto del Cementerio se encuentran en el núcleo del sitio y son conectados con el Conjunto de las Sepulturas al noreste por medio de un sacbe (calzada).
El centro de Copán tenía una densidad de 1449 estructuras por kilómetro cuadrados. Al incluir el área alrededor del centro, con una superficie de 24,6 km², esta densidad se redujo a 143 estructuras/km².
Copán es conocido por una serie de estelas con retratos, la mayoría de las cuales fueron colocadas a lo largo de vías procesionales en la plaza central de la ciudad y en la Acrópolis, un gran complejo con pirámides, plazas y palacios. El sitio cuenta también con un largo campo para el juego de pelota mesoamericano. El campo de juego se encuentra entre dos edificios paralelos que enmarcan un rectángulo de dimensiones exactas.

## Conjunto principal

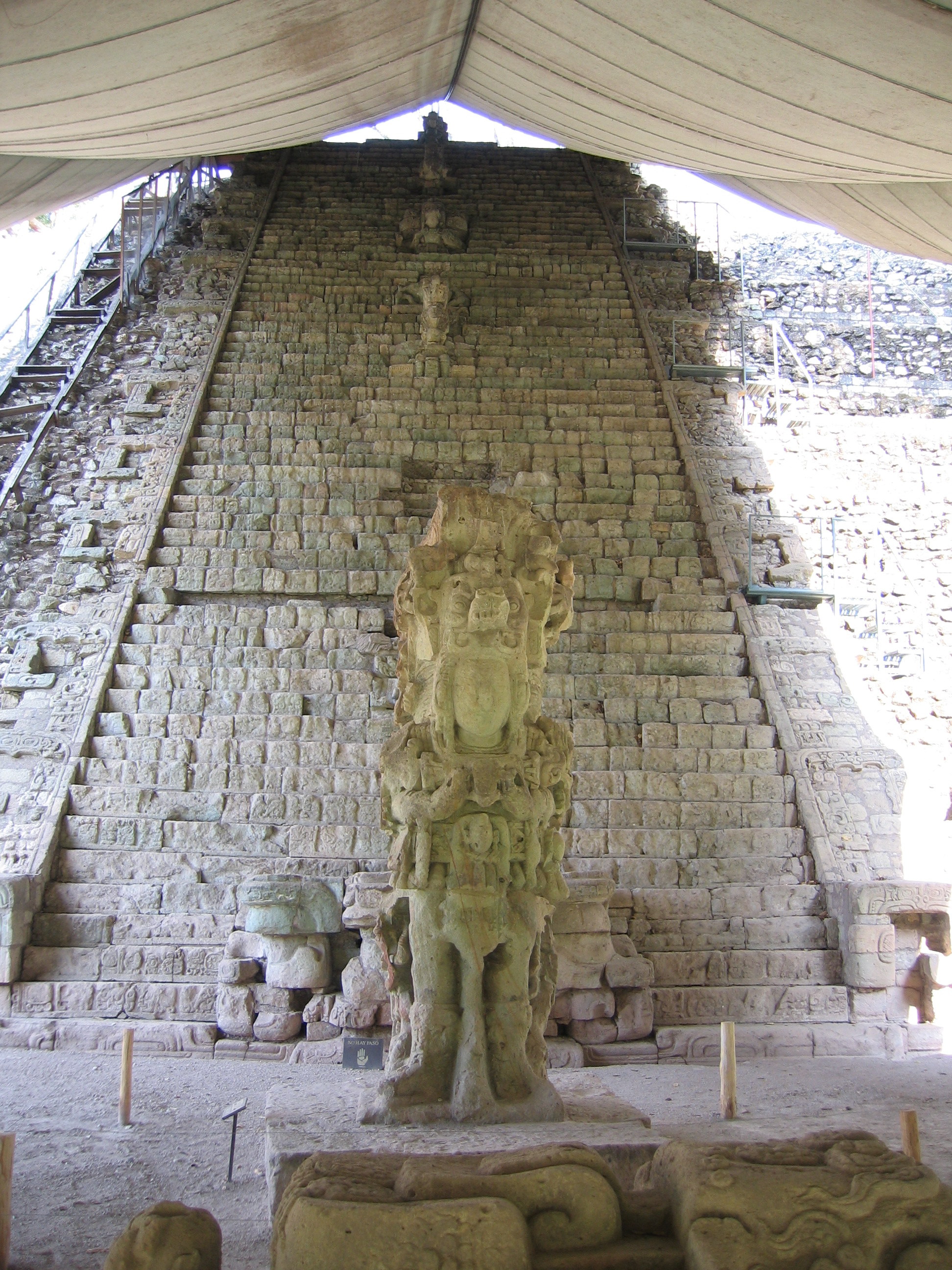
Estela M y la Escalinata de Jeroglíficos.

El Conjunto Principal representa el núcleo de la antigua ciudad y cubre un área de 600 por 300 metros. Los componentes más importantes incluyen:
- La Acrópolis,
- Un complejo real construido en el lado sur,
- Un conjunto de estructuras más pequeñas
- Plazas interconectadas al norte,
- La Escalinata de los Jeroglíficos
- El  campo del juego de pelota.
- La Plaza de los Monumentos contiene la mayor concentración de monumentos esculpidos del sitio.[5]

### La Acrópolis
La Acrópolis se ubica en el corazón de Copán, era el complejo real. Se compone de dos plazas que se conocen como Plaza Occidental y Plaza Oriental. Ambas están encerradas por estructuras elevadas.
Los arqueólogos excavaron extensos túneles bajo la Acrópolis, revelando el desarrolló arquitectónico del complejo a lo largo de los siglos en el corazón de Copán. También descubrieron varios textos glíficos que datan del Clásico Temprano y verificaron la información sobre los primeros gobernantes dinásticos de la ciudad que fue registrada en el Altar Q cientos de años más tarde. 
Los túneles más profundos revelaron que las primeras estructuras monumentales que subyacen la Acrópolis, datan de principios del siglo V, cuando K'inich Yax K'uk' Mo' estableció la dinastía real. Estos primeros edificios fueron construidos de piedra y adobe encima de estructuras más antigua de tierra y adoquines que datan del período predinástico. Los dos estilos de construcción se superponen en cierta medida con algunas de las estructuras de tierra que se expandieron durante los primeros cien años de la historia dinástica de la ciudad.
Los primeros edificios dinásticos de mampostería de la Acrópolis incluyen varios con el estilo de Tikal y uno construido en el estilo talud-tablero asociado con Teotihuacán, aunque en aquel momento la forma talud-tablero ya estaba en uso tanto en Tikal y Kaminaljuyú, como en el centro de México.

### Estructura 10L-4
La Estructura 10L-4 es una plataforma con cuatro escaleras, situada junto a la Plaza de los Monumentos.

### Estructura 10L-11
La Estructura 10L-11 se encuentra al lado oeste de la Acrópolis. Cierra el lado sur de la plaza de la Escalinata de Jeroglíficos y se accede de la misma a través de una ancha escalera monumental. Esta estructura parece haber sido el palacio real de Yax Pasaj Chan Yopaat, el decimosexto gobernante en la sucesión dinástica y el último rey conocido de Copán. La Estructura 10L-11 fue construida en cima de varias estructuras anteriores, una de las cuales probablemente contiene la tumba de su predecesor K'ak' Yipyaj Chan K'awiil.
Un pequeño túnel desciende en el interior de la estructura, posiblemente en la tumba, pero aún no ha sido excavado por los arqueólogos.
En 769 Yax Pasaj Chan Yopaat construyó una nueva plataforma de un templo encima de la tumba de su predecesor. Encima de esta construyó una superestructura de dos pisos con un techo esculpido que representa el cosmos mitológico. En cada una de las esquinas del lado norte se encontraba una gran escultura Pawatun (un grupo de deidades que apoyaban al cielo). 
Esta superestructura tenía cuatro entradas con paneles de glifos esculpidos directamente en las paredes del edificio. Un banco dentro de la estructura, ahora en el Museo Británico, representa la ascensión al trono del rey, supervisada por deidades y ancestros.

### Estructura 10L-16
La Estructura 10L-16 (o Templo 16) es un templo-pirámide que representa la parte más alta de la Acrópolis y que está situado entre la Plaza Oriental y la Plaza Occidental en el centro de la antigua ciudad.
| Fase      | Rey                        | Fecha             |
| --------- | -------------------------- | ----------------- |
| Hunal     | K'inich Yax K'uk' Mo'      | Inicios siglo V   |
| Yehnal    | K'inich Popol Hol          | Mediados siglo V  |
| Margarita | K'inich Popol Hol          | Mediados siglo V  |
| Rosalila  | Luna Jaguar                | Mediados siglo VI |
| Púrpura   | Uaxaclajuun Ub'aah K'awiil | Inicios siglo VII |

El Templo está en frente de la Plaza Occidental en la Acropolis y fue dedicado a K'inich Yax K'uk' Mo', el fundador de la dinastía. El templo fue construido en cima de la parte superior del palacio original y tumba del rey. Es la versión final de un número de templos construidos uno encima del otro, una práctica común en Mesoamérica. La primera versión de este templo, cuyo sobrenombre es Hunal, fue construida en el estilo arquitectónico talud-tablero típico de Teotihuacán. 
En las huellas supervivientes de las paredes interiores se encontraron restos de pinturas murales en colores vivos. El rey fue enterrado con ricas ofrendas de jade en una cripta abovedada, excavada en el suelo de la fase Hunal del edificio. K'inich Popol Hol, hijo del fundador, demolió el palacio de su padre y construyó una plataforma en la parte superior de su tumba, llamada Yehnal por los arqueólogos. Fue construida en el estilo distintivo de los mayas del Petén e incluía máscaras pintadas de rojo de K'inich Tajal Wayib', el dios del sol. 
Dentro de una década de su construcción, esta plataforma fue encerrada dentro de otra plataforma mucho más grande. Esta plataforma mayor ha sido nombrada Margarita y tenía paneles de estuco que flanqueaban la escalinata de acceso que llevaba las imágenes entrelazadas de quetzales y guacamayos, que forman parte del nombre de K'inich Yax K'uk' Mo'. La fase Margarita contenía la tumba de una mujer anciana, apodada "Señora en Rojo". Se trata probablemente de la viuda de K'inich Yax K'uk' Mo' y la madre de K'inich Popol Hol. La sala superior del templo de la fase Margarita fue transformada para la recepción de ofrendas. La inusual piedra Xukpi, un monumento de dedicación utilizado en una de las fases anteriores, se volvió a utilizar en esta fase posterior.

#### Templo Rosalila

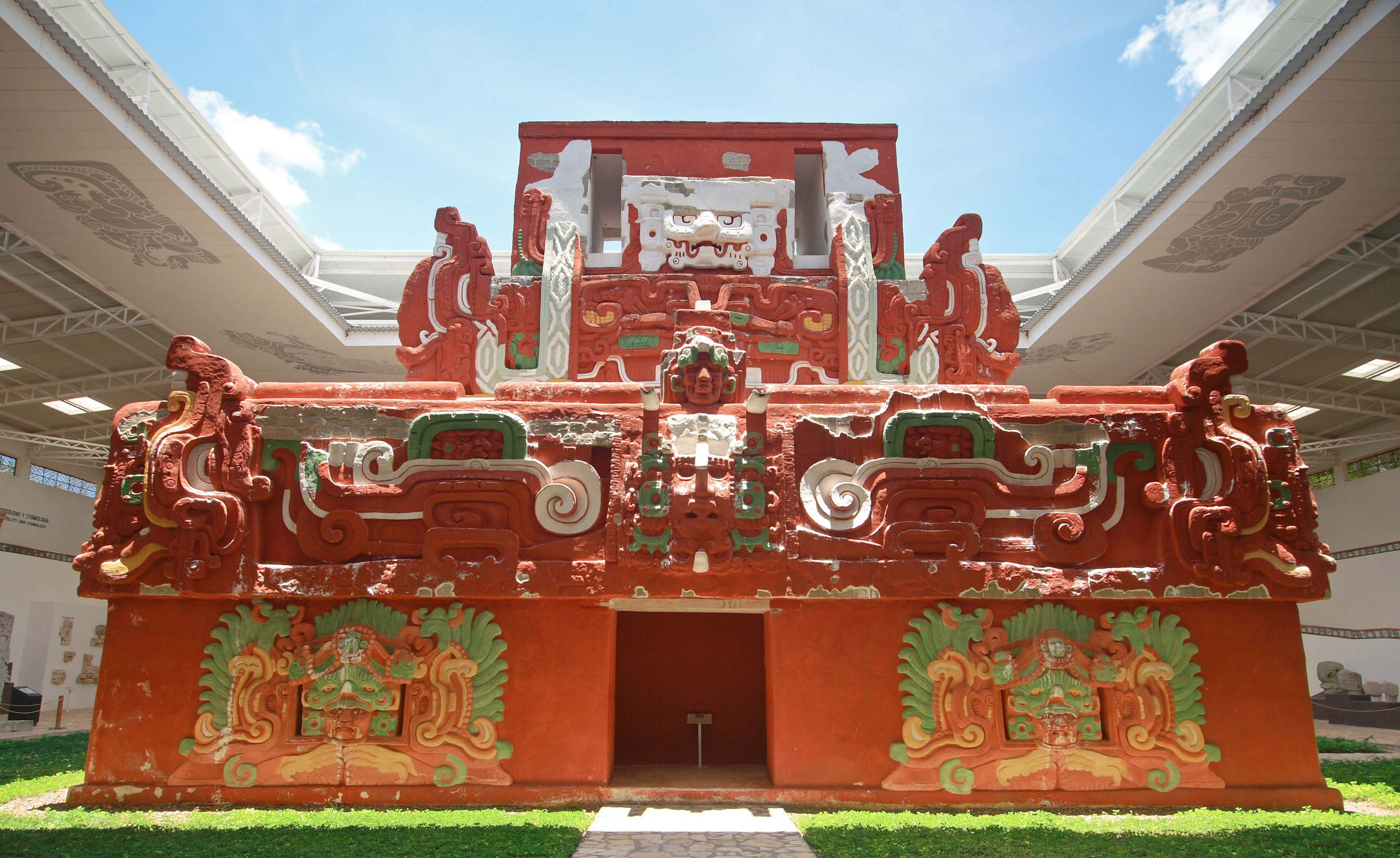
Una reconstrucción del templo Rosalila en el museo de Copán.

Una de las fases mejor conservadas del Templo 16 es la fase Rosalila que fue construida sobre los restos de cinco versiones anteriores del templo. El arqueólogo Ricardo Agurcia descubrió el santuario casi intacto, mientras excavando un túnel por debajo de la versión final del templo. La fase Rosalila es notable por su excelente estado de conservación e incluye el edificio entero, desde la plataforma de base hasta la crestería y la muy elaborada decoración de estuco pintado. Esta decoración representa a K'inich Yax K'uk' Mo' situado en el centro de un cuadro mitológico, combinando el fundador de la dinastía con la deidad del cielo Itzamná en forma de ave. La imaginería mitológica también incluye montañas antropomórficas, esqueletos y cocodrilos. Los respiraderos en el exterior fueron diseñados para que el humo del incienso quemado en el interior del templo podría interactuar con la escultura de estuco de la parte exterior. El templo tenía un escalón glífico de piedra con una inscripción dedicatoria.
Aunque el escalón no está tan bien conservado como el resto del edificio, fue posible descifrar una fecha, siendo la del año 571. Debido a la deforestación del valle de Copán, el edificio Rosalila fue la última estructura en el sitio a utilizar estuco como decoración — ya no se podía reservar grandes cantidades de leña para transformar la piedra caliza en yeso. Una copia de tamaño natural del edificio Rosalila ha sido reconstruida en el museo de Copán.
Uaxaclajuun Ub'aah K'awiil encerró la fase de Rosalila en una nueva versión del edificio que fue construida a finales del siglo octavo. Como parte de los ritos para finalizar la fase anterior, se hizo una ofrenda que incluía una colección de pedernal excéntrico tallados en los perfiles de seres humanos y dioses, envueltos en textiles de color azul.

### Estructura 10L-18
La Estructura 10L-18 está ubicada en el lado sureste de la Acrópolis y ha sido dañada por la erosión causada por el río Copán que resultó en la pérdida de la parte oriental de la estructura. Escaleras en el lado sur de la estructura conducen a una tumba abovedada que fue saqueada en la antigüedad y probablemente fue la de Yax Pasaj Chan Yopaat. Al parecer fue saqueada poco después de la caída del reino de Copán. Inusualmente para Copán, el santuario superior tenía cuatro paneles esculpidos que representan al rey realizando danzas de guerra con lanza y escudo, haciendo hincapié en las crecientes tensiones que ocurrieron cuando la dinastía llegó a su fin.

### Templos 10L-20 y 10L-21
Los Templos 10L-20 y 10L-21 fueron probablemente construidos por Uaxaclajuun Ub'aah K'awiil. Se perdieron al río Copán a principios del siglo XX.

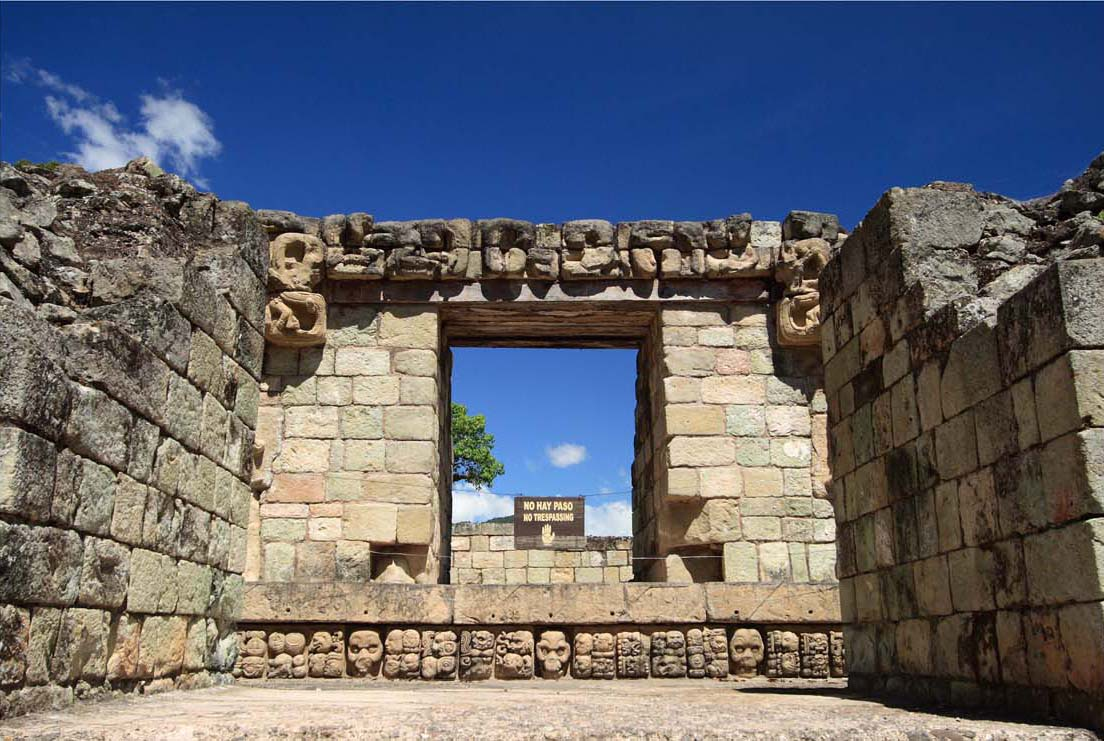
La puerta interior de la Estructura 10L-22

La Estructura 10L-22 es un edificio grande en el lado norte de la Plaza Oriental en la Acrópolis. Se remonta al reinado de Uaxaclajuun Ub'aah K'awiil y es el mejor conservado de los edificios de su reinado. La superestructura del edificio tiene una puerta interior con un marco tallado y decorado con mascarones de Witz, el dios de la montaña. La entrada exterior está enmarcada por la gigante máscara de una deidad y tiene similitudes con el estilo regional Chenes del lejano Yucatán. El templo fue construido para celebrar la finalización del primer K'atun del reinado de Uaxaclajuun Ub'aah K'awiil en 715 d. C., y tiene un escalón glifico con una frase en primera persona "He completado mi k'atun". El edificio representa simbólicamente la montaña donde se creó el maíz.

### Estructura 10L-25
La Estructura 10L-25 se encuentra en la Plaza Oriental de la Acrópolis. Contiene una rica tumba real que los arqueólogos llamaron Sub-Jaguar. Se presume que fue la tumba sea del Gobernante 7 (B'alam Nehn), del Gobernante 8 o del Gobernante 9, quienes gobernaron todos en la primera mitad del siglo VI d. C.
| Fase      | Rey                        | Fecha               |
| --------- | -------------------------- | ------------------- |
| Yax       | K'inich Yax K'uk' Mo'      | Inicios siglo V     |
| Motmot    | K'inich Popol Hol          | mediados siglo V    |
| Papagayo  | Ku Ix                      | mediados siglo V    |
| Mascarón  | K’ahk’ Uti’ Witz’ K’awiil  | Siglo VII           |
| Chorcha   | K’ahk’ Uti’ Witz’ K’awiil  | 7th c. AD           |
| Esmeralda | Uaxaclajuun Ub'aah K'awiil | Inicios siglo VIII  |
| N/A       | K'ak' Yipyaj Chan K'awiil  | Mediados siglo VIII |

### Estructura 10L-26
La Estructura 10L-26 (o Templo 26) es un templo que se proyecta hacia el norte de la Acrópolis y que está ubicada inmediatamente al norte de la Estructura 10L-22. Fue construida por Uaxaclajuun Ub'aah K'awiil y K'ak' Yipyaj Chan K'awiil, los gobernantes 13 y 15 en la sucesión dinástica. 

#### Escalinata de los Jeroglíficos

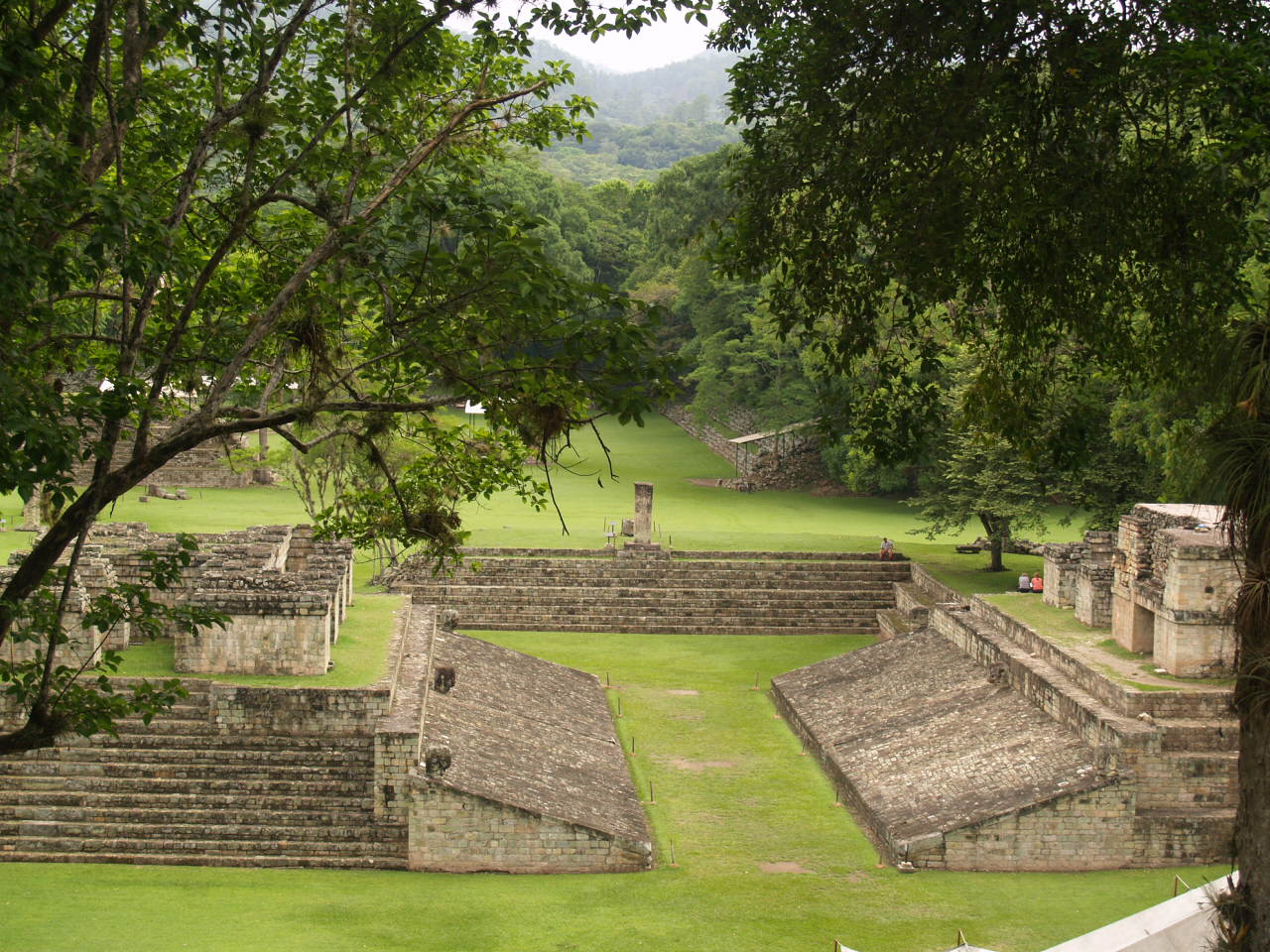
La versión final del juego de pelota fue dedicado por Uaxaclajuun Ub'aah K'awiil en 738 d. C.

La Escalinata de los Jeroglíficos, que tiene una anchura de 10 m, sube desde la plaza por el lado oeste del edificio. La versión más antigua del templo, llamado Yax, fue construida durante el reinado del fundador de la dinastía, K'inich Yax K'uk' Mo', y tiene características arquitectónicas (tales como esquinas remetidas) que son propios de Tikal y de la región central del Petén. La siguiente fase del edificio, llamado Motmot, fue construida por K'inich Popol Hol, el hijo de Yax K'uk' Mo'. Esta fase de la estructura era más elaborada y estaba decorada con estuco. Situada debajo del edificio se encontraba la piedra angular Motmot (o disco marcador Motmot), cubriendo la tumba de una mujer, en el inusual estilo teotihuacano, acompañada por una amplia variedad de ofrendas, incluyendo huesos de animales, mercurio, jade y cuarzo, junto con tres cabezas humanas masculinas. Ku Ix construyó una nueva fase del edificio, llamado Papagayo, en cima de Motmot.
K’ahk’ Uti’ Witz’ K’awiil demolió la fase Papagayo y enterró ritualmente los restos quebrados de sus monumentos esculpidos, junto con cabezas de guacamayo de piedra provenientes de una primera versión del juego de pelota. Luego construyó una pirámide en cima de las fases anteriores, la que fue llamada Mascarón por los arqueólogos. Esta fase a su vez fue desarrollada en la pirámide Chorcha con la adición de una larga superestructura con siete entradas en la parte delantera y trasera. 
Antes de construir el nuevo edificio en la parte superior, el santuario superior existente fue demolido y una tumba fue insertada en el suelo y cubierto con 11 grandes losas de piedra. La tumba contenía los restos de un hombre adulto y un niño sacrificado. El muy deteriorado esqueleto del adulto, era envuelto en una estera, acompañado de ofrendas de jade, incluyendo aretes y un collar de figuras esculpidas, 44 vasijas de cerámica, pieles de jaguar, conchas del género spondylus, 10 botes de pintura y uno o más libros glíficos, ahora deteriorados. También incluía 12 incensarios de cerámica con tapas modeladas en figuras humanas, que se cree representan el rey K’ahk’ Uti’ Witz’ K’awiil y sus 11 predecesores dinásticos. 
El edificio Chorcha fue dedicado a K’ahk’ Uti’ Witz’ K’awiil, el rey del séptimo siglo, y por ello es probable que los restos enterrados en el edificio son suyos. Por el año 710, Uaxaclajuun Ub'aah K'awiil selló la fase de Chorcha debajo de una nueva versión del templo, conocido como Esmeralda. La nueva fase incluía la primera versión de la Escalinata de los Jeroglíficos, que contiene una larga historia dinástica. K'ak' Yipyaj Chan K'awiil construiyó sobre la fase de Esmeralda en la segunda mitad del siglo octavo. Quitó la Escalinata de los jeroglíficos del edificio anterior y la reinstaló en su propia versión, mientras duplicando la longitud de su texto y añadiendo cinco estatuas de gobernantes vestidos con el atuendo de los guerreros teotihuacano, cada uno sentado en un peldaño de la escalera. En la base de la escalera, colocó la Estela M, con su propia imagen. El santuario de la cumbre del templo llevaba un texto glífico compuesto por figuras glíficas completas, cada una colocada al lado de un glifo similar en un estilo mexicano imitado, dando la apariencia de un texto bilingüe.
La Escalinata de los Jeroglíficos sube el lado oeste de la Estructura 10L-26. Tiene 10 m de ancho y cuenta con un total de 62 escalones. La Estela M y su correspondiente altar están ubicados en su base y a cada docena de escalones se encuentra una gran figura esculpida. Se cree que estas figuras representan los gobernantes más importantes en la historia dinástica del sitio. La escalinata tiene 2200 glifos que en su conjunto forman el texto glífico maya más largo conocido. El texto todavía está siendo reconstruido, tras haber sido revuelto por el colapso de los bloques glíficos, cuando la fachada del templo se derrumbó. La escalinata mide 21 m de largo y fue inicialmente construida por Uaxaclajuun Ub'aah K'awiil en 710 d. C., para ser reinstalada y extendida en la siguiente fase del templo por K'ak' Yipyaj Chan K'awiil en 755 d. C.

#### Juego de Pelota
El Juego de Pelota está inmediatamente al norte de la plaza de la Escalinata de los Jeroglíficos y se encuentra al sur de la Plaza de los Monumentos. Fue remodelado por Uaxaclajuun Ub'aah K'awiil, que luego lo demolió para construir una tercera versión que fue uno de los más grandes de la época clásica. Fue dedicado a la deidad del Gran Guacamayo y los edificios que flanqueaban el campo de juego fueron decorados con 16 esculturas de mosaico de estas aves. La construcción del campo de juego de pelota fue finalizada el 6 de enero de 738 y esta fecha fue inscrita con un texto glífico en la zona en pendiente del campo de juego.
La Plaza de los Monumentos o Gran Plaza se encuentra en el lado norte del Conjunto Principal.

## Conjunto de las Sepulturas
El Conjunto de las Sepulturas está conectado por un sacbé, o calzada, que corre hacia el suroeste hacia la Plaza de los Monumentos en el Conjunto Principal. El Conjunto de las Sepulturas consta de un número de estructuras restauradas, sobre todo residencias de la élite que cuentan con bancos de piedra de los cuales algunos tienen decoraciones talladas, y un número de tumbas.
El conjunto tiene una muy larga historia de ocupación poblacional, incluso una casa que data del Preclásico Temprano. En el Preclásico Medio se construyeron grandes plataformas de adoquines y se hicieron varios enterramientos ricos. Hacia el año 800, el complejo consistía en cerca de 50 edificios dispuestos en torno a 7 grandes plazas. En esta época, el edificio más importante era el Palacio de los Bacabs, la residencia de un poderoso noble de la época de Yax Pasaj Chan Yopaat. El exterior del edificio tiene decoraciones esculpidas de alta calidad y cuenta con un banco de piedra con glifos tallados en el interior. Una parte del conjunto formaba un subdistrito o barrio ocupado por habitantes que no eran mayas, sino originarios del centro de Honduras e involucrados en la red de comercio que trajo bienes de esa región.

## Conjunto Norte
El Conjunto Norte es un complejo que data del Clásico Tardío. Los arqueólogos excavaron fachadas caídas que tienen inscripciones glíficas y decoraciones esculpidas.

## Conjunto del Cementerio
El Conjunto del Cementerio se encuentra inmediatamente al sur del Conjunto Principal e incluye una serie de pequeñas estructuras y plazas.

## Monumentos
Copán cuenta con numerosos monumentos, entre ellos los siguientes:

### Altar Q

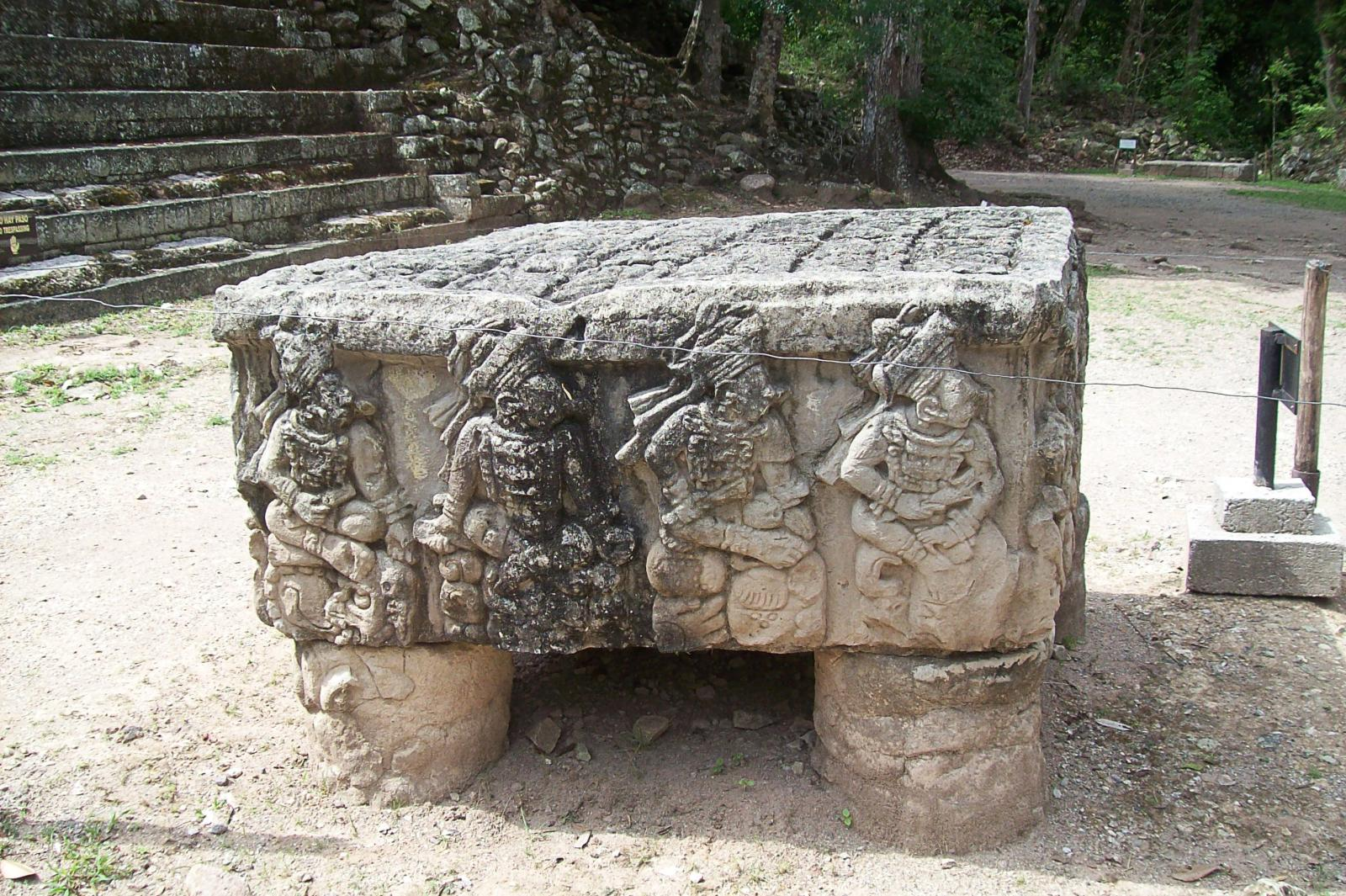
Altar Q tiene representaciones de 16 reyes en la sucesión dinástica de la ciudad.

El Altar Q es el monumento más conocido de Copán. Fue dedicado por el rey Yax Pasaj Chan Yopaat en 776 d. C. y tiene representaciones de los primeros 16 reyes de la dinastía de Copán talladas en torno a su lado. Cada figura representada está sentada sobre el glifo que contiene su nombre. En la parte superior tiene un texto glífico sobre la fundación de la dinastía en el año 426-427. Por un lado, se muestra el fundador de la dinastía, K'inich Yax K'uk' Mo', transfiriendo el poder a Yax Pasaj. Curiosamente, Tatiana Proskouriakoff primero descubrió la inscripción en la cara oeste del Altar Q que menciona la fecha de la inauguración de Yax Pasaj. Esta representación de la sucesión política nos dice mucho acerca de la cultura maya del periodo Clásico temprano.

### Marcador Motmot
El Marcador Motmot o Piedra angular Motmot es una piedra con inscripciones, que fue colocada en cima de una tumba debajo de la Estructura 10L-26. Su cara fue finamente esculpida con los retratos de los dos primeros reyes de la dinastía de Copán, K'inich Yax K'uk' Mo' y K'inich Popol Hol, orientados el uno hacia el otro con una doble columna de glifos en el medio, todo contenido dentro de un cuadro cuatrifolio. El cuadro y los nombres glíficos de los lugares mitológicos por debajo de los pies de los dos reyes los coloca en un reino sobrenatural. La piedra angular tiene dos fechas de calendario, siendo 435 d. C. y 441 d. C. La segunda es probablemente la fecha en que la piedra angular fue dedicada.

### Piedra Xukpi
La Piedra Xukpi es un monumento dedicatorio de una de las primeras fases del templo 16 (Estructura 10L-16) construido para honrar a K'inich Yax K'uk' Mo'. Lleva la fecha de 437 d. C. y los nombres de K'inich Yax K'uk' Mo' y K'inich Popol Hol, junto con una posible mención del general Teotihuacano Siyaj K'ak'. El monumento no ha sido completamente descifrado y su estilo y fraseo son inusual. Originalmente fue utilizado como un banco esculpido o como escalón, y la fecha del monumento se asocia con la dedicación de un templo funerario o una tumba, probablemente, la tumba de K'inich' Yax K'uk' Mo' mismo, que fue descubierto por debajo de la misma estructura.

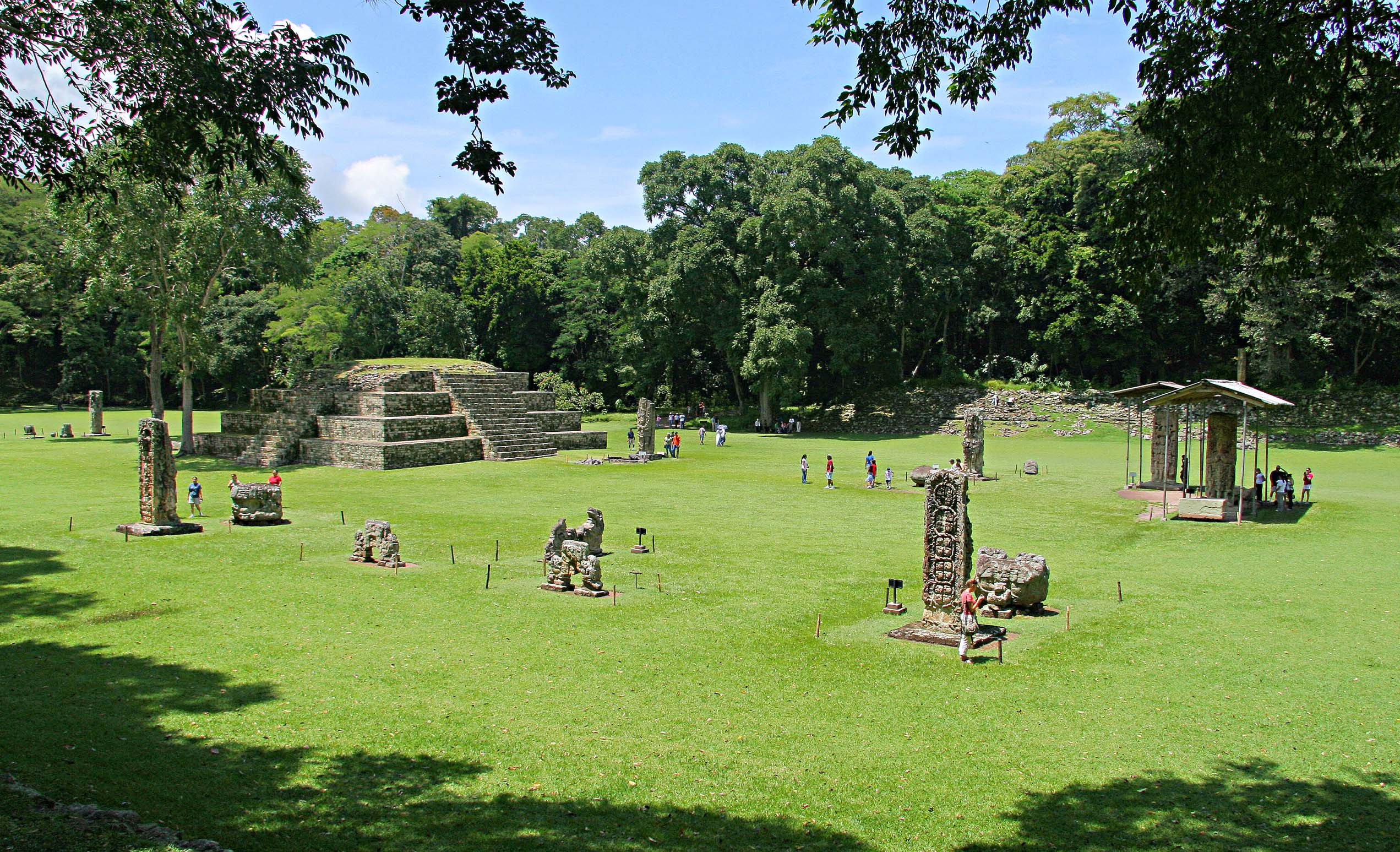
Gran Plaza de las Estelas

### Estela 2
La Estela 2 fue erigida por Humo Imix en la Gran Plaza en el año 652 d. C.

### Estela 3
La Estela 3 es otra estela erigida por Humo Imix en la Gran Plaza en el año 652.

### Estela 4
La Estela 4 fue erigida por Uaxaclajuun Ub'aah K'awiil a principios del siglo VIII.

### Estela 7
La Estela 7 data del reinado de K'ak' Chan Yopaat y fue erigida para celebrar la ceremonia del final de K'atun de 613 d. C. Fue descubierto en el complejo occidental que se encuentra debajo del actual pueblo de Copán Ruinas. Tiene un largo texto glífico que ha sido parcialmente descifrado.

### Estela 9
La Estela 9 fue encontrada en la aldea moderna de Copán Ruinas, donde había sido erigida en un importante complejo del periodo Clásico a 1,6 km del núcleo del sitio. Fue dedicado por Luna Jaguar y data del año 564 d. C.

### Estela 10
La Estela 10 fue levantada por Humo Imix fuera del núcleo del sitio en el año 652 d. C.

### Estela 11
La Estela 11 era originalmente una columna interior del Templo 18, el santuario funerario de Yax Pasaj Chan Yopaat. Cuando se descubrió, estaba partido en dos partes en la base del templo. Representa al rey como un anciano dios del maíz maya y tiene imágenes semejantes a la tapa de la tumba del rey de Palenque, K'inich Janaab' Pakal, probablemente a causa de los estrechos vínculos familiares de Yax Pasaj Chan Yopaat con esa ciudad. El texto de la columna forma parte de un texto más largo tallada en las paredes interiores del templo y puede constituir una descripción de la caída de la dinastía de Copán.

### Estela 12
Estela 12 fue levantada por Humo Imix fuera del núcleo del sitio en el año 652.

### Estela 13
Estela 13 fue erigida por Humo Imix fuera del núcleo del sitio en el año 652.

### Estela 15
Estela 15 data del año 524 y fue erigida durante el reinado de B'alam Nehn. Su escultura se compone únicamente de texto glífico, en el cual se menciona que el rey B'alam Nehn gobernaba la ciudad en el año 504.

### Estela 17
Estela 17 data del año 554 y fue levantada durante el reinado de Luna Jaguar. Originalmente estaba ubicada en el pueblo cercano de Copán Ruinas, donde se encontraba un gran complejo en el periodo Clásico.

### Estela 18
Estela 18 es un fragmento de un monumento que lleva el nombre de K'inich Popol Hol. Fue erigida en la sala interior del templo 10L-26.

### Estela 19
Estela 19 es un monumento erigido por Humo Imix fuera del núcleo del sitio en el año 652.

### Estela 63

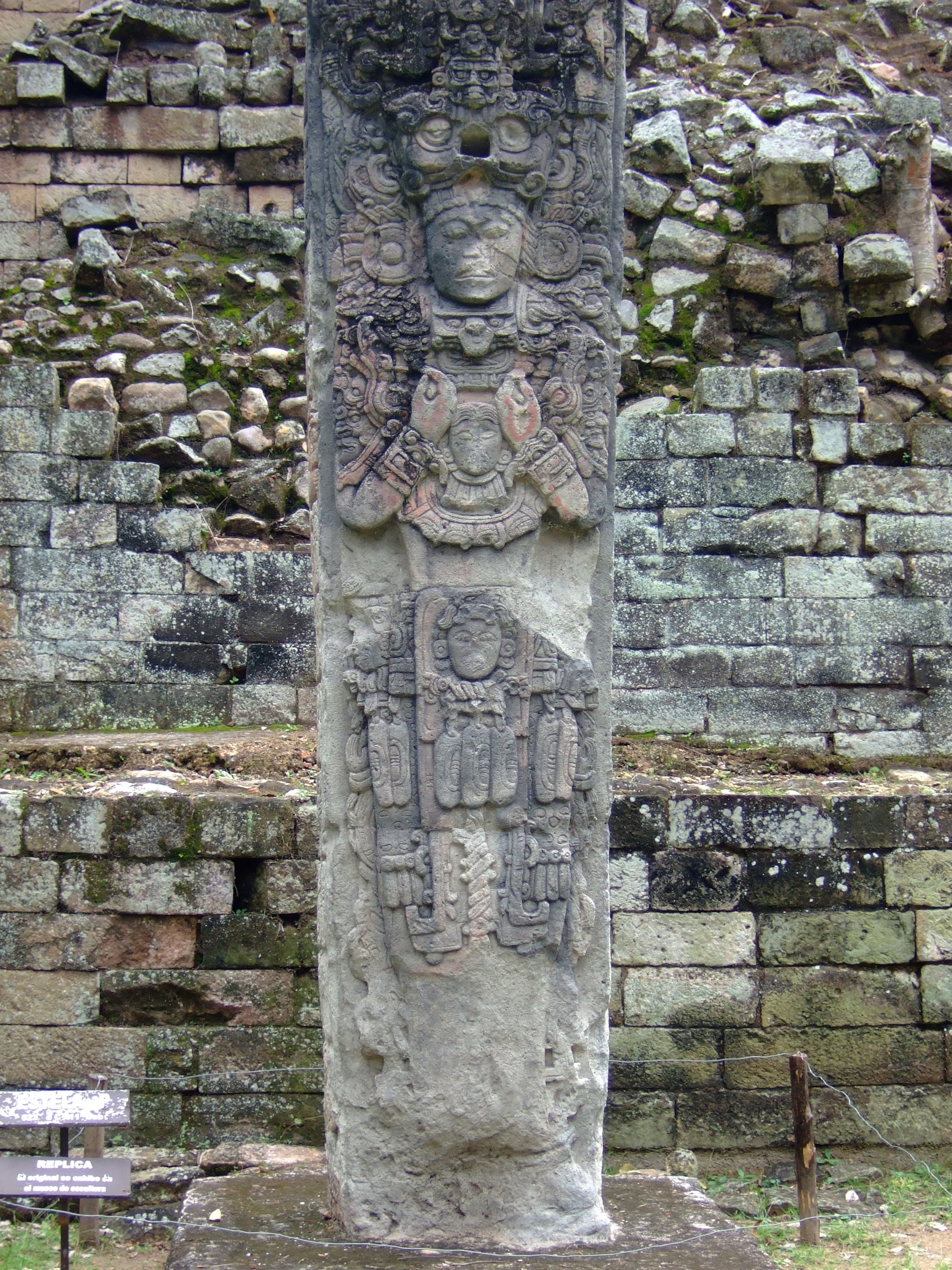
Estela P, con una representación de K'ak' Chan Yopaat.

Estela 63 fue dedicada por K'inich Popol Hol. Su escultura se compone exclusivamente de textos glíficos finamente tallados y es posible que fue originalmente encargado por K'inich Yax K'uk' Mo', con textos adicionales añadidos a los lados del monumento por su hijo. El texto contiene la misma fecha en el año 435 que aparece en el Marcador Motmot. La Estela 63 fue deliberadamente partida junto con su escalón glífico durante la demolición ritual de la fase Papagayo del templo 26. Los restos de los monumentos fueron enterrados en el edificio antes de seguir con la construcción de la siguiente fase.

### Estela A
Estela A fue erigida en 731 por Uaxaclajuun Ub'aah K'awiil. Posisiona su propio reinado entre los cuatro reinos más poderosos en la región maya, junto con Palenque, Tikal y Calakmul.

### Estela B
Estela B fue erigida por Uaxaclajuun Ub'aah K'awiil a principios del siglo octavo.

### Estela C
Estela C fue erigida por Uaxaclajuun Ub'aah K'awiil a principios del siglo octavo.

### Estela D
Estela D fue erigida por Uaxaclajuun Ub'aah K'awiil a principios del siglo octavo.

### Estela F
Estela F fue erigida por Uaxaclajuun Ub'aah K'awiil a principios del siglo octavo.

### Estela H
Estela H fue erigida por Uaxaclajuun Ub'aah K'awiil a principios del siglo octavo.

### Estela J
Estela J fue erigida por Uaxaclajuun Ub'aah K'awiil en el año 702 y fue su primer monumento. Se encontraba en la entrada oriental de la ciudad y es inusual por tener un techo de piedra esculpida que convierte el monumento en una casa simbólica. Lleva un texto glífico entretejido con un diseño entrecruzado de alfombra que forman un rompecabezas complicado que debe ser leído precisamente en el orden correcto para entenderse.

### Estela M
Estela M tiene un retrato de K'ak' Yipyaj Chan K'awiil. Fue levantada en 756 d. C. al pie de la Escalinata de los Jeroglíficos del Templo 26.

### Estela N
Estela N fue dedicada por K'ak' Yipyaj Chan K'awiil en 761 d. C. y colocada al pie de la escalinata del Templo 11, el cual contiene supuestamente su entierro.

### Estela P
Estela P fue originalmente erigida en un lugar desconocido. Más tarde fue trasladada a la plaza que se encuentra al occidente de la Acrópolis. Tiene un largo texto glífico que aún no ha sido totalmente descifrado. Data del reinado del rey K'ak' Chan Yopaat y fue dedicada en el año 623.